# 환경미디어
환경미디어는 대한민국의 월간 잡지이다. 환경을 전문적으로 다룬다. 1987년 3월, '한국수도연구보'로 출발하였다. 1980년대 언론의 자유가 없던 시절 물과 환경을 다루는 대한민국 내 최초의 전문 신문이었고 대한민국 내 최초로 물을 다루는 전문 민간연구기관 재단법인 '한국수도연구소'를 병행 설립하였다. 2005년부터 매년 '대한민국 친환경 대상'을 개최한다.

## 상훈
- 문화체육관광부 선정 우수잡지